# 马克·普雷舍斯
马克·普雷舍斯（英語：Mark Precious，1956年8月29日—），英国男子曲棍球运动员。他曾代表英国国家队参加1984年夏季奥林匹克运动会曲棍球比赛，结果队伍获得一枚铜牌。